# Sense of Self
Albums de Mari Hamada
Marigold
(27 mars 2002) Elan
(26 oct. 2005)
Compilations par Mari Hamada
Inclination II
(25 juin 2003) Sincerely II
(23 février 2005)
Singles
1. Ash and Blue
Sortie : 30 juillet 2003

Sense Of Self est le 17e album original de Mari Hamada, sorti en 2003.

## Présentation
L'album sort le 27 août 2003 au Japon sur le label Tri-m de Tokuma Japan Communications, un an et demi après le précédent album original de la chanteuse, Marigold (entre-temps est sortie sa compilation Inclination II, parue deux mois plus tôt). Il atteint la 73e place du classement des ventes de l'Oricon, et reste classé pendant trois semaines. Il se vend mieux que les deux précédents albums. Il est réédité le 15 janvier 2014 à l'occasion des 30 ans de carrière de la chanteuse.
Comme le précédent, l'album est écrit et produit par Mari Hamada elle-même, et est enregistré au Japon, sans les musiciens américains habituels comme Michael Landau qui ont joué sur une dizaine d'albums précédents. Il contient dix chansons de genre plutôt pop-rock, toutes composées et arrangées par Hamada ou son compositeur habituel Hiroyuki Ohtsuki, qui interprète à nouveau lui-même toutes les parties instrumentales. Trois d'entre elles étaient déjà parues sur le 22e single de la chanteuse, Ash and Blue (avec Necessary Condition et Stardust en titres supplémentaires), sorti un mois plus tôt le 30 juillet ; la première et la dernière ont cependant été modifiée pour l'album. Les titres Stardust et Beautiful Days figureront aussi sur sa compilation Sincerely II qui sortira deux ans plus tard.

## Liste des titres
Toutes les paroles sont écrites par Mari Hamada. Les arrangements sont d'elle et Hiroyuki Ohtsuki, sauf n°10 par elle et Yuichi Matsuzaki.
| CD    | CD                            | CD                        | CD    | CD | CD | CD | CD | CD | CD |
| No    | Titre                         | Musique                   | Durée |    |    |    |    |    |    |
| ----- | ----------------------------- | ------------------------- | ----- | -- | -- | -- | -- | -- | -- |
| 1.    | Ash And Blue (Album Mix)      | Hiroyuki Ohtsuki          | 4:06  |    |    |    |    |    |    |
| 2.    | Individuals                   | Hiroyuki Ohtsuki          | 4:36  |    |    |    |    |    |    |
| 3.    | Back to Cypher                | Hiroyuki Ohtsuki          | 4:33  |    |    |    |    |    |    |
| 4.    | Missing Link                  | Hiroyuki Ohtsuki          | 5:02  |    |    |    |    |    |    |
| 5.    | Stardust (Album Ver.)         | Mari Hamada               | 5:24  |    |    |    |    |    |    |
| 6.    | Stone-cold                    | Mari Hamada               | 5:13  |    |    |    |    |    |    |
| 7.    | Necessary Condition           | Hiroyuki Ohtsuki          | 4:43  |    |    |    |    |    |    |
| 8.    | September Ennui               | Hiroyuki Ohtsuki          | 4:39  |    |    |    |    |    |    |
| 9.    | There's a Will, There's a Way | Mari Hamada, Yoichi Fujii | 5:15  |    |    |    |    |    |    |
| 10.   | Beautiful Days                | Mari Hamada               | 4:04  |    |    |    |    |    |    |
| 49:45 |                               |                           |       |    |    |    |    |    |    |